# Polyipnus spinifer
Polyipnus spinifer är en fiskart som beskrevs av Borodulina, 1979. Polyipnus spinifer ingår i släktet Polyipnus och familjen pärlemorfiskar. Inga underarter finns listade i Catalogue of Life.